# Artassenx
Artassenx is een gemeente in het Franse departement Landes (regio Nouvelle-Aquitaine) en telt 237 inwoners (2005). De plaats maakt deel uit van het arrondissement Mont-de-Marsan.

## Geografie
De oppervlakte van Artassenx bedraagt 5,5 km², de bevolkingsdichtheid is 43,1 inwoners per km².
De onderstaande kaart toont de ligging van Artassenx met de belangrijkste infrastructuur en aangrenzende gemeenten.

## Demografie
Onderstaande figuur toont het verloop van het inwonertal (bron: INSEE-tellingen).